# Bell AH-1 Cobra
Pour les articles homonymes, voir Cobra (homonymie).
Le Bell AH-1 Cobra, aussi appelé HueyCobra, Cobra, SeaCobra, Super Cobra, Whiskey Cobra, Zulu Cobra, Viper ou Snake, en fonction du modèle, est un hélicoptère d'attaque conçu par Bell Helicopter Textron. Avant de connaitre plusieurs refontes, cet hélicoptère avait les mêmes moteur, transmission et rotor principal que le Bell UH-1 Iroquois. Cet hélicoptère n'est plus utilisé de nos jours dans l'US Army qui l'a remplacé par l'AH-64 Apache mais est encore utilisé dans l'US Marine Corps et dans quelques pays (voir les pays utilisateurs).

## Origine
L'AH-1 Cobra doit son développement au UH-1 Huey et à la guerre du Viêt Nam. En effet, lors des débarquements de troupes au sol par les hélicoptères, ces derniers ne pouvaient pas riposter aux attaques des communistes Vietnamiens. Les premières tentatives pour régler ce problème furent réalisées en 1962, lorsque des Hueys armés escortèrent des H-21, mais les règles d'engagement empêchaient les tireurs d'ouvrir le feu les premiers.

### Sioux
Pour régler ce problème, Bell prit l'initiative en 1962 de construire un hélicoptère sur mesure pour l'US Army pour la guerre du Viêt Nam.
Cet hélicoptère avait pour rôle de protéger les troupes lors des débarquements, et d'être capable de se défendre seul contre les attaques ennemies. Il fut conçu autour d'un Sioux modèle 47 modifié, et pris le nom de Model 207 Sioux Scout. Il prit son premier envol en juillet 1963.
Cet hélicoptère avait toutes les caractéristiques des hélicoptères modernes : équipage en tandem, ailettes pour les armes et une mitrailleuse montée à l'avant. Malgré cela, l'US Army, après évaluation en 1964, estima que ce modèle était trop petit, pas assez sophistiqué et trop fragile.

### AAFSS (Advanced Aerial Fire Support System)
En réponse aux imperfections du Sioux, l'US Army lança une compétition dans le but de trouver un appareil plus adapté au combat. Cette compétition donna naissance au Lockheed AH-56 Cheyenne, un hélicoptère lourd, qui malheureusement s'avéra trop ambitieux, trop complexe et trop cher. Ce projet fut annulé en 1972, après dix ans de développement. Le programme Cheyenne permit néanmoins de développer des technologies novatrices et fit preuve de grandes capacités. S'il n'était pas conçu comme un hélicoptère d'attaque fonctionnel, il souligna tout de même l'importance cruciale pour ce genre d'engin de disposer d'un bon rapport entre vitesse, maniabilité et armement.

### Modèle 209
Malgré la préférence de l'US Army pour le programme AAFSS, Bell développa seul son propre hélicoptère d'attaque avec la philosophie de la société, c'est-à-dire petit et léger. En janvier 1965, Bell investit 1 million de dollars US pour créer le nouvel hélicoptère. Le résultat fut le modèle 209, qui fusionnait la transmission, le système de rotor et le moteur Lycoming T53, tous issus du UH-1 Huey, et le concept innovant du Sioux.
Pendant ce temps au Viêt Nam, les évènements commençaient à rendre nécessaire le modèle 209, car les attaques contre les forces américaines augmentaient.
Après l'échec du programme AAFSS, l´US Army se retrouvait dans la même situation qu'au départ. Elle lança un appel à cinq sociétés pour trouver une solution. Les réponses furent le Boeing-Vertol CH-47A, le Kaman UH-2, le Piasecki 16H Pathfinder, le Sikorsky S-61 et le Bell 209.
Le 3 septembre 1965, Bell présenta son prototype, qui fit son premier vol d'essai quatre jours plus tard, huit mois seulement après le lancement du projet.
Le Bell 209 remporta l'appel d'offres de l'armée américaine et, en 1966, l'US Army signa un contrat pour une première production de 110 appareils.

## Production

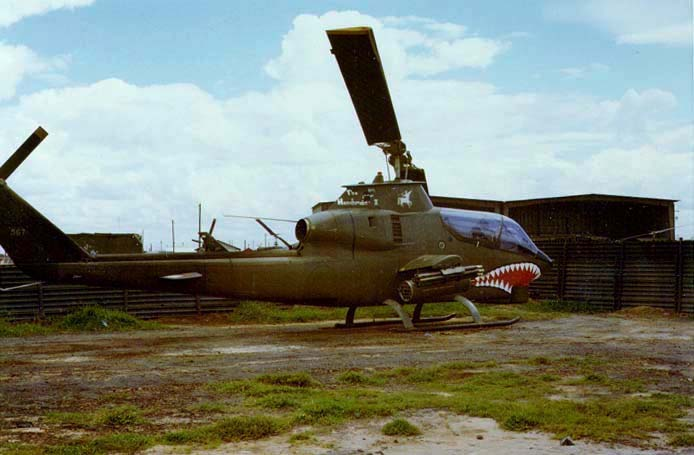
Un AH-1G du 4e régiment de cavalerie des États-Unis au Sud Vietnam.

Le premier vol d'essai eut lieu le 7 septembre 1965, et le premier AH-1G HueyCobra fut livré en juin 1967. Entre 1967 et février 1973, plus de 1 116 machines furent construites pour l'armée américaine.
Appelé au départ AH-1H, le « A » pour « Attack » s'imposa rapidement et lorsque le UH-1D prit le nom de UH-1H, le Huey Cobra prit la dénomination de AH-1G.

## Opérations
Deux raisons majeures font que le Cobra est encore en opération dans l'USMC (Corps des Marines). D'une part, sa maintenance est plus simple que celle de l'AH-64 Apache, d'autre part, il est moins large que l'AH-64 avec, pour les premières versions un fuselage de seulement 76 cm de large (Eurocopter EC665 Tigre : 1,10 m). Son étroitesse en fait une cible très difficile à toucher de face ou de dos par les canons antiaériens. Il est principalement utilisé contre des forces blindées.

## Présence dans les conflits armés

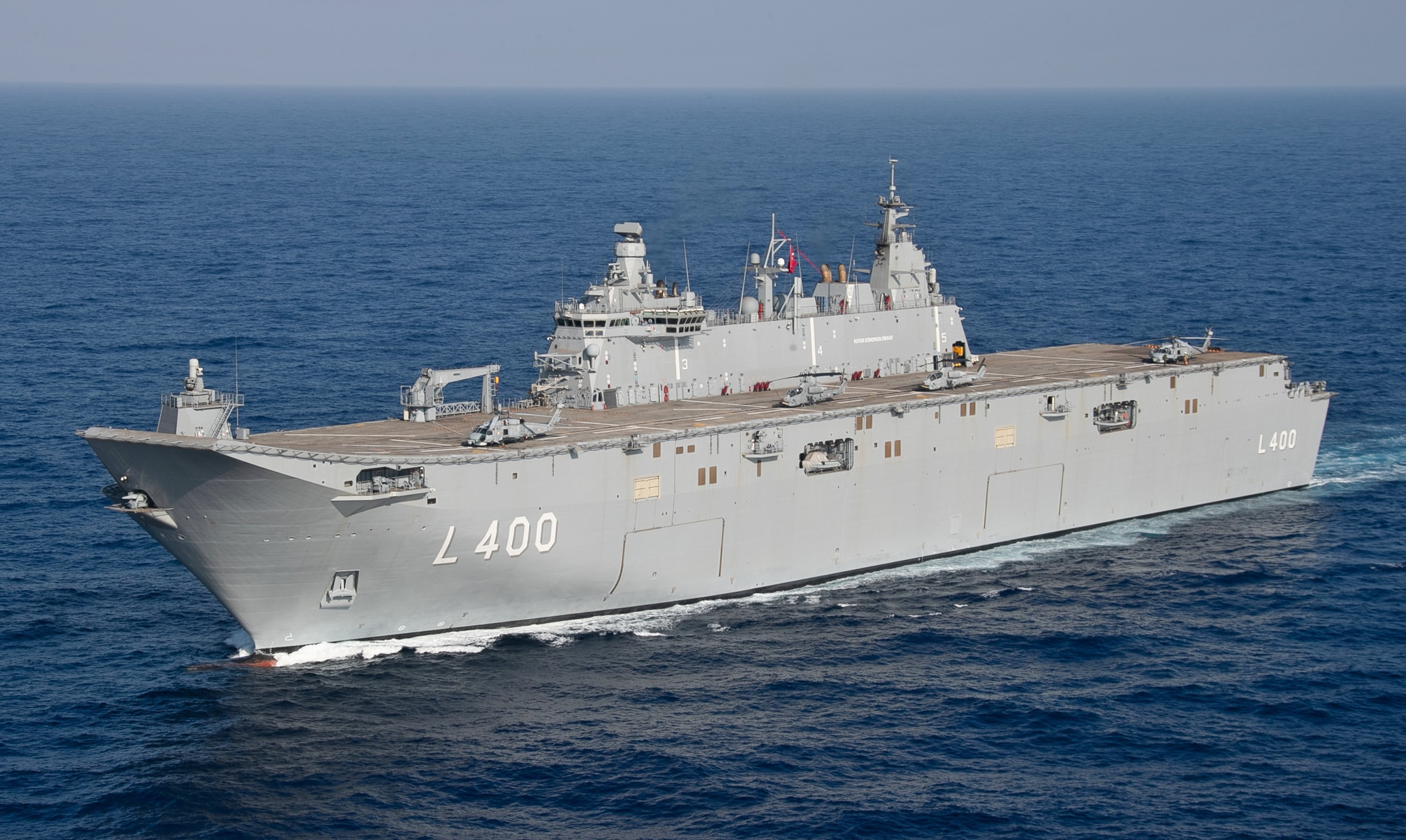
Deux Bell AH-1 Cobra et des Sikorsky SH-60 Seahawk sur le pont d'envol du porte-aéronefs turc TCG Anatolie en 2023.

L'AH-1 Cobra fut utilisé lors de la guerre du Viêt Nam à partir d'août 1967, et notamment lors de l'offensive du Tết. À la fin de l’année 1968, 337 Cobras étaient en action sur ce théâtre d'opérations. La version G a accumulé 1 110 716 heures de vol sur ce théâtre d'opérations. Sur les 1 116 AH-1G Cobra construits, il y eut environ 300 pertes au Vietnam, dont environ les deux tiers dans des accidents opérationnels. La version SeaCobra est déployée au combat par les Marines à partir de 1972
En 1980, près de 1 080 Cobra étaient encore plus en parc dans l'US Army et l'USMC.
Durant l'invasion de la Grenade, en 1983, les Cobra furent utilisés pour soutenir les Marines au sol.
Il servit dans l'armée iranienne durant la guerre du Dhofar, à Oman dans les années 1970.
Durant l'opération Tempête du désert en 1991 des Cobra et des SeaCobra étaient déployés, avec pour mission de soutenir les troupes au sol. Environ 78 d'entre eux ont participé à plus de 1 273 sorties. Aucun appareil n'a été perdu au combat, le seul Cobra manquant à l'appel ayant été détruit lors d'un accident.
L'armée de l'air israélienne a utilisé le Cobra lors de l'opération Paix en Galilée. Lors de cette opération, plus d'une douzaine de véhicules blindés ont été détruits, dont des chars T-72.
Lors de la guerre Iran-Iraq, l'Iran a utilisé ses SeaCobra lors de combats aériens. Lors de ces combats, en 8 ans de guerre, 10 SeaCobra iraniens ont été abattus, et 6 Mi-24 irakiens ont subi le même sort. Le 26 septembre 1988, deux MiG-23 des Forces aériennes soviétiques en détruisent deux lors de la guerre d'Afghanistan.
L'AH-1 est encore utilisé dans des conflits modernes, comme en Irak, ou depuis août 2016, dans la Deuxième guerre civile libyenne. Il est aussi encore utilisé par les forces israéliennes, lors de leurs opérations.

## Variantes

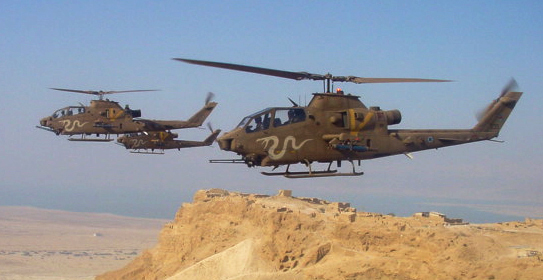
Trois AH-1 Cobra (appelés Tzefa) des forces israéliennes.

### Monoturbine
- Model 209 : Le prototype avec patins rétractables ;
- Model 209 « Fire Cobra » : Version civile de reconnaissance, destinée à la lutte contre les feux de forêts et employée aux États-Unis[6] entre 2003 et 2021[7] ;
- AH-1G HueyCobra : Version originale pour l´US Army ;
- JAH-1G HueyCobra : Un seul exemplaire produit pour tester l'armement ;
- TH-1G HueyCobra : Version avec 2 sièges et double commande pour l'entraînement ;
- Z.14 HueyCobra : Désignation de la version AH-1G de la marine espagnole ;
- AH-1Q HueyCobra : Version améliorée, armée avec des missiles antichar TOW ;
- AH-1R : Version propulsée par un moteur Lycoming T53-L-703 ;
- Improved AH-1S : Version améliorée avec un moteur T53-703 et des missiles TOW ;
- Production AH-1S : Version améliorée avec un cockpit rectangulaire ;
- AH-1P : Version améliorée armée avec rotor composite, cockpit à vitres plates et missiles antichar TOW ;
- AH-1E : Version redessinée et réarmée de l'AH-1S (canon M195 de 20 mm) ;
- AH-1F : Version redessinée et améliorée des AH-1S, F, P, E Cobra de l´US Army ;
- Model 249 : Version expérimentale avec un rotor quadripale ;
- Model 309 King Cobra : Version expérimentale, propulsée par le moteur Lycoming T-55-L-7C.

### Biturbine
- AH-1J SeaCobra : Version utilisée par les Marines dans des opérations aéronavales au Viêt Nam[8]. Il avait un canon triple-tube de 20 mm en tourelle sous le nez ;
- AH-1J International : Version pour l'exportation de l'AH-1J SeaCobra ;
- AH-1T : Version améliorée du SeaCobra ;
- AH-1W SuperCobra : (Whiskey Cobra), premiére livraison le 27 mars 1986 aux Marines[9] ;
- AH-1Z SuperCobra (Zulu Cobra, Viper) : Version poussée de l'AH1-W SuperCobra, qui a l'avantage d'avoir plus de 80 % de pièces communes avec le Huey UH-1Y, autre mise à niveau en cours des hélicoptères du corps des Marines. Cette mise à niveau permet aux cellules de prolonger leur potentiel de vie de plus de 10 000 heures, afin de dépasser l'année 2020. L'AH-1Z reprend le rotor quadripale en composite du Bell 430, rotor réalisé avec un minimum de pièces. Il est équipé d'un nouveau moteur General Electric T700-GE-401. Sa vitesse maximale avoisine les 300 km/h et le rayon d'action a triplé par rapport à celui de l'AH-1W, grâce à des réservoirs supplémentaires. Le poste de pilotage comprend des écrans multifonctions de grande taille. Les rôles du pilote et du tireur sont interchangeables. Les 2 postes sont identiques, avec les mêmes interfaces.
- Cobra Venom : Version proposée pour le Royaume-Uni ;
- Model 309 King Cobra :  Version expérimentale propulsée par deux moteurs Lycoming T55.

### Caractéristiques
Selon les versions, les caractéristiques sont extrêmement différentes :
- AH-1J SeaCobra : 4 540 kg (vide : 2 998 kg) et 1 moteur de 1 125 kW, soit 0,25 kW/kg, vitesse de pointe de 333 km/h ;
- AH-1W SuperCobra : 6 690 kg (vide : 4 630 kg) et deux moteurs de 1 300 kW, soit 0,39 kW/kg ;
- AH-1Z Viper : 8 390 kg (vide : 5 580 kg) et deux moteurs de 1 340 kW, soit 0,32 kW/kg, vitesse de pointe de 402 km/h.

## Utilisateurs
[Quand ?]
- États-Unis
  - US Army (AH-1F, dernière version utilisée, retirée du service dans les forces d'active le 15 mars 1999[10]. 433 en ligne dans la Army National Guard lors de leur retrait du service en 2005[11] contre environ 350 AH-1S en 1989. Un site s'occupe du recyclage ou remise en état pour l'exportation et vente à d'autres administrations de 469 appareils jusqu'en octobre 2010[12])
  - United States Marine Corps Aviation
    - AH-1W (269 livrés entre le 27 mars 1986 et 1999, retirés du service le 14 octobre 2020[13])
    - AH-1Z (entre 2011 et 2019, les unités de l’USMC devront avoir reçu 189 hélicoptères de ce type, soit 131 AH-1W modernisés au standard AH-1Z ainsi que 58 AH-1Z entièrement neufs[14])

  - United States Navy
    - AH-1W (7 utilisés comme version de test et d'évaluation)
- Bahreïn
  - Force aérienne royale de Bahreïn
    - AH-1E (12 en service)
    - AH-1Z (12 devant être livrés à partir de 2022)[15]
    - TAH-1P Version pour l'entrainement au combat (6 en service)
- Chili :  AH-1J (24 en service)
- Iran
  - AH-1J (202 livrés à l'état impérial d'Iran après un contrat en décembre 1971[16])
  - Panha 2091 (fabrication locale, premier vol en 1998)
  - IAIO Toufan (fabrication locale, premier vol en 2010)
- Israël :   AH-1S "Tzefa" (55 en service)
- Japon :  Force terrestre d'autodéfense japonaise : AH-1S (89 fabriqués sous licence par Fuji Heavy Industries, livrés entre 1979 et 2000[17], 75 en service en 2011)
- Jordanie
  - AH-1F (33 en service [Quand ?], 12 au moins en 2015). 12 appareils sont en cours d'amélioration. Les premiers AH-1F « Cobra » améliorés ont été remis en service en juin 2018[18].
  - AH-1E/F (16 versions E/F ex-israéliens livrées en 2015[19])
- Kenya : AH-1F (3 appareils offerts par la Force aérienne royale jordanienne[20])
- Corée du Sud
  - AH-1S (36 en service en 2021[21], 42 auparavant [Quand ?])
  - AH-1F (20 [Quand ?], retirés du service)
- Pakistan
  - AH-1S (20 en service)
  - AH-1F (20 en service + 20 commandés)
  - AH-1Z (15 commandés en avril 2015[22] et 9 supplémentaires en avril 2016[23]) Premier client international pour le AH-1Z mais suite en juin 2018, la vente et le transfert des hélicoptères AH-1Z ont été mis sous embargo, les 12 construits sont stockés aux États-Unis[24].
- Philippines : Force aérienne philippine : AH-1F (2 appareils offerts en novembre 2019 par la Royal Jordanian Air Force[20], retiré du service le 28 décembre 2024[25].)
- Taïwan : AH-1W (63 livrés à partir de 1993)
- Thaïlande : AH-1F (4 livrés en 2010, 3 en service[Quand ?])
- Turquie : 34
- Nigeria : AH-1Z (12 en commandes en janvier 2024)[26],[27]

### Contrat annulé
- Slovaquie : en aout 2024, l’Agence américaine de coopération en matière de sécurité et de défense [DSCA], chargée des exportations d’équipements militaires dans le cadre du dispositif FMS [Foreign Military Sales], donne un avis favorable à la vente de 12 AH-1Z Viper à ce pays, à la suite d'une demande faite en mars 2023, mais le nouveau gouvernement annule l'achat le 16 décembre 2024[28].

## Culture populaire

### Cinéma
Le Cobra a été vu dans plusieurs films:
- Fire Birds
- GI Jane
- Mission impossible 3
- etc.

#### Trafic de pièces détachées
Après que l'armée américaine a vendu ses surplus de pièces détachées, de nombreux civils et sociétés privées les ont rachetées afin de reconstruire des machines en état de marche pour les tournages cinématographiques. Depuis, l'armée a détruit ses stocks afin d'éviter ce genre de marché.

### Télévision
- Le Cobra apparait dans le dessin animé G.I. Joe dans lequel il a été nommé « Dragon Fly »
- Il est aussi apparu dans des séries télévisées comme:
  - Magnum
  - JAG
  - Walker, Texas Ranger
  - Gate - Au-delà de la porte
  - etc.

### Jeu vidéo
Le Cobra se retrouve aussi dans divers jeux vidéo :
- Gunship
- Gunship 2000
- Vietcong
- ARMA II
- Wargame
- Saints Row: The Third, dans lequel il est appelé "Tornado"
- War Thunder
- Rising Storm 2 : Vietnam
- Super Cobra
- Série Battlefield
  - Battlefield 2
  - Battlefield 3
  - Battlefield 4
- DCS World
- Série Call of Duty
  - Call of Duty: Black Ops
  - Série Modern Warfare
    - Call of Duty 4: Modern Warfare
    - Call of Duty: Modern Warfare 2
    - Call of Duty: Modern Warfare 3
- Série Tom Clancy's Ghost Recon
  - Tom Clancy's Ghost Recon : Wildlands
  - Tom Clancy's Ghost Recon : Breakpoint